# Constrictor (cómic)
El Constrictor es el nombre de dos personajes ficticios que aparecen en los cómics estadounidenses publicados por Marvel Comics.

## Historial de publicación
La versión de Frank Payne de Constrictor hizo su primera aparición en Incredible Hulk # 212 (1977) y fue creada por Len Wein y John Romita Sr., luego dibujada en su primer número por Sal Buscema.

## Biografía

### Frank Payne
Frank Payne era un agente de la organización internacional de espionaje S.H.I.E.L.D., y el padre de una hija adulta, Mia. Cuando S.H.I.E.L.D. necesitaba un "supervillano" disfrazado para ir encubierto en la organización criminal llamada Corporación, a Frank le dieron un disfraz de serpiente y un par de bobinas de metal electrificadas montadas en la muñeca. Utilizando la identidad falsa de "Frank Schlicting" de Racine, Wisconsin, y el nombre en clave de "Constrictor", se infiltró en el grupo, solo para sufrir una crisis nerviosa y convertirse en un criminal de carrera en serio. Como resultado de su deserción, S.H.I.E.L.D. le permitió a su hija creer que había muerto. Como el Constrictor, "Schlicting", mientras intentaba asesinar al amigo de Hulk, Jim Wilson, en nombre de la Corporación. La Corporación luego lo envió a asesinar al Capitán América; el Constrictor quedó atrapado en un derrumbe de la sede de S.H.I.E.L.D. y fue liberado por el Capitán América.
El Constrictor seguiría siendo un mercenario, criminal y asesino independientes después de la disolución de la Corporación. Luego luchó contra Iron Man como miembro del ejército criminal de Justin Hammer. Luego se unió a Sabretooth para salvaguardar una estatuilla de tigre de jade robado, y luchó contra Power Man y las Hijas del Dragón. Se asoció con Sabretooth nuevamente para ayudar a Sabretooth a vengarse de Misty Knight. Lucharon contra Iron Fist, Power Man, El Águila y Misty Knight.
Trabajando para Viper, luchó contra el Capitán América y Nómada. Terminó girándose contra Viper. Luego se unió a otros criminales en un intento de asesinar a la Cosa hospitalizada.
Constrictor también fue invitado a unirse a la Sociedad Serpiente, que rechazó y abandonó después de la primera reunión. Posteriormente, trató de entregarlos a los Vengadores, y Anaconda más tarde se vengó de él. Mientras se estaba recuperando de la golpiza en el hospital, casi fue asesinado por el Azote del Inframundo disfrazado de enfermera, pero fue salvado por el Capitán América.
Constrictor finalmente tomó una misión para matar a la Bestia en Bélgica por el Comandante Coraje que se hacía pasar por el Fantasma Rojo. Al descubrir que había sido establecido, Constrictor se unió a Beast para derrotar al Comandante Coraje.
Más tarde tuvo un enfrentamiento con su padrastro de derecho común McAvey, quien había asesinado a su madre.
Constrictor ha luchado contra numerosos héroes a lo largo de los años, incluidos encuentros repetidos con el Capitán América, Puño de Hierro, Luke Cage, Spider-Man, Thing e incluso el personaje de corta duración NFL SuperPro. Aunque Luke Cage y Nick Fury finalmente descubrieron la identidad anterior de Payne, optó por conservar el alias de Schlicting y permitir que su hija crea que su padre estaba muerto. Durante los Actos de venganza, Constrictor fue uno de los muchos villanos que atacaron a los Cuatro Fantásticos. 
Constrictor apareció como un personaje secundario en Deadpool, donde él y Titania se mudaron con él como sus compañeros de cuarto. Durante su incómoda situación de vida, Constrictor estaba convencido de que Titania era en realidad un hombre. Resultaría que él tenía razón en que ella no era lo que parecía; pero no sobre su género, ya que se reveló que Titania era en realidad un cambiaformas mutante y la examante de Deadpool, Copycat. Más tarde se encontró que estaba bajo el empleo de Justin Hammer. Cuando los recortes obligaron a su supervisor a despedirlo, respondió atacándolo brutalmente.  
Se unió a la séptima encarnación de Maestros del Mal dirigida por Crimson Cowl. Durante el arco de la historia Deadpool, también se reveló que Constrictor había sido parte de una versión muy corta de Los 4 Terribles del Mago. 
En un momento dado, fue uno de los muchos mercenarios contratados para matar a Alex Hayden, quien en este momento se creía que era Wade Wilson. Trabaja con muchos mercenarios sin nombre y algunos notables, incluido Crossfire. En la historia se dijo que Wilson era un imbécil, por lo que Hayden no podía ser Deadpool. Hayden luego se rompió la nariz de Constrictor. Más tarde se vio al Constrictor en el mismo problema que se usaba, o más bien se usaron sus bobinas de vibranio, para arrastrar al Rhino a un río. De alguna manera ambos escaparon.
Después de una severa golpiza de Hércules, el Constrictor recibió varios millones de dólares en una demanda. Nighthawk, el mismo rico, convence al Constrictor de que con todo su dinero ya no había necesidad de ser un criminal, y aparentemente ha dado vuelta una nueva hoja y ha decidido ser un héroe. Actualmente está bajo el empleo de S.H.I.E.L.D. como miembro del nuevo Six-Pack. Fue visto más recientemente en un torneo de póker de caridad totalmente sobrehumano organizado por The Thing (que también participó en la aparente reforma del Constrictor), donde Hércules recupera al menos una gran parte del dinero que perdió con el Constrictor en un no-mundo, un Torneo de juego paralelo. 
Constrictor juega un pequeño papel en el evento cruzado "Guerra secreta".  
El Constrictor fue identificado como uno de los 142 superhéroes registrados que se registraron como parte de la Iniciativa de los 50 Estados y se unieron al personal de Camp Hammond. Más tarde se reveló que el Constrictor era parte de la Iniciativa de las Sombras, una versión de operaciones negras de la Iniciativa bajo el mando de Henry Gyrich. Viaja con Trauma y Mutant Zero, otros dos miembros del grupo, al Madison Square Garden; rescatan a los reclutas de la Iniciativa de las fuerzas alienígenas invasoras llamadas Warbound.
Constrictor salvó a Gyrich del clon de MVP conocido como "KIA", sin embargo, KIA cortó los antebrazos de Constrictor en represalia. Constrictor fue rápidamente trasladado a un lugar seguro por un miembro del equipo Bengal. Le dieron manos biónicas que funcionan como sus bobinas, y también se le presentó un Corazón Púrpura por sus valientes esfuerzos. Después de una emboscada de supervillanos en el campamento de Hammond, el héroe estudiantil Butterball arrasó el campamento, él y su compañero instructor Taskmaster le dieron a Schaub una foto de sí mismo triunfante sobre los 'villanos' derrotados como recompensa por sus esfuerzos.
Durante la Invasión Secreta, Bengal descubre que los Skrulls se han apoderado del Campamento Hammond y convoca al resto de la Iniciativa de la Sombra para que se ocupe de ellos. Deciden asesinar a la reina Veranke, pero el intento fracasa y se los toma cautivos.
Durante un conflicto con la iniciativa y algunos terroristas como se ve en el Dark Reign, Constrictor ayuda a las Mujeres Guerreras, uno de los equipos oficiales de héroes del gobierno. Detiene un avión de pasajeros fuera de control y salva muchas vidas, incluida la de la  heroína Diamondback. Constrictor está visiblemente angustiado cuando los civiles le agradecen por sus acciones heroicas. Poco después, él y Diamondback comienzan una relación romántica. Más tarde, Frank descubre que Diamondback está trabajando en secreto para la "resistencia de los vengadores " de Gauntlet. Él mantiene su secreto a pesar de saber el peligro que esto implica para ambos; Principalmente el jefe de la Iniciativa, Taskmaster, los mataría a ambos.
Durante el Sitio de Asgard, Constrictor queda enterrado bajo una pila de escombros que caen. Taskmaster lo extrae, y Constrictor ve a Diamondback correr hacia el Capitán América. Suponiendo erróneamente que se ha reconciliado con su antiguo amante y regresó con ella, Constrictor se une tristemente a Taskmaster para huir del campo de batalla. Los dos también comienzan a trabajar como mercenarios y compañeros en el crimen.
Constrictor fue reclutado más tarde por Max Fury para unirse a la encarnación de los Maestros del Mal en el Consejo de la Sombra.
Como parte de Marvel NOW! un evento en las páginas de Avengers Arena, un flashback experimentado por Arcade mostró que previamente había adquirido la propiedad de un bar en Bagalia llamado The Hole, donde atrapa a Constrictor (quien antes asistía a la fiesta de cumpleaños de Arcade y se burlaba de él) robándolo. Arcade derrotó a Constrictor aplastándolo con una gran trampa parecida a un martillo.
Durante la historia de Infinity, Constrictor es uno de los villanos reclutados por Spymaster para ayudarlo a atacar a la casi indefensa Torre Stark.
En las páginas de Avengers Undercover, Constrictor estaba con Maestros del Mal cuando Barón Helmut Zemo se convirtió en el nuevo líder después de la muerte de Max Fury. Constrictor se convierte en el guardaespaldas del barón Helmut Zemo. Se muestra que Constrictor vive en un edificio llamado Snakepit en Bagalia, que también es la sede de los Jóvenes Maestros.
Frank Payne más tarde se retiró del crimen y se mudó con Rachel Leighton. Cuando se descubrió que Frank tenía una enfermedad terminal, Rachel se convirtió nuevamente en Diamondback y se unió a Soluciones Serpiente para obtener el dinero para ayudarlo con su tratamiento médico. Más tarde se reveló que Frank Payne falleció.

### El hijo de Frank Payne
Cuando Frank Payne tuvo una breve relación con Sandy y luego lo abandonó, Sandy dio a luz a un hijo que odiaba a su padre por su abandono. Después de que Frank Payne falleció, dejó su traje de batalla para su hijo en su testamento y se convirtió en el nuevo Constrictor. El hijo consideró esto como una forma de volver con su difunto padre.
Posteriormente, Constrictor fue al restaurante Herbie's y asistió a una reunión de supervillanos organizada por Mago, quien les informó que Victor von Doom se había ido en línea recta. La reunión fue interrumpida por el Doctor Doom en su versión de la armadura de Iron Man.
Más tarde, Liwei contrató a Constrictor para que irrumpiera en el apartamento de Danny Rand para poder obtener para Chosin el Libro del Puño de Hierro. Cuando Chosin se negó a pagarle a Constrictor el doble y planeaba torturarlo, Constrictor convocó a la Sociedad Serpiente. La pelea fue estrellada por Iron Fist y Sabretooth. Constrictor fue envenenado por una rata de 12 plagas cuando Chosin comienza a poner sus manos en el Libro del Puño de Hierro. Para honrar a Frank Payne, Sabretooth llevó a Constrictor al hospital.
Durante el arco de "Search for Tony Stark", Constrictor se unió más tarde al sindicato del crimen de Capucha donde atacaron a Victor von Doom en el Castillo Doom.

## Poderes y habilidades
El arma principal del Constrictor es un par de bobinas metálicas montadas en la muñeca, controladas cibernéticamente, prensadas y proporcionadas por Justin Hammer. Las bobinas se expulsan y retraen de aparatos especiales que van desde el hombro hasta la muñeca. Estos cables pueden extenderse hasta una longitud máxima de 30 pies (9,1 m) y pueden usarse como látigos, capaces de desgarrar acero o metales menores; o como enlaces, capaces de entrelazar un objeto o ser humano y constricción. 
Los conjuntos anteriores de bobinas se hicieron de una aleación de adamantium, luego de vibranium. Gambito le robó las bobinas de adamantium y posteriormente las utilizó Mr. Siniestro para reforzar el esqueleto de Sabretooth. La resistencia de las bobinas varía según su construcción, pero las bobinas de adamantium eran lo suficientemente potentes para levantar e incluso detener temporalmente a Hulk. Las bobinas de vibranium tienen un aura basada en el contacto que suprime el sonido: cuando las bobinas están envueltas alrededor de la garganta de un objetivo, la voz de la víctima no se puede escuchar.
El traje del Constrictor está ligeramente blindado, con una protección a prueba de balas parcial alrededor del área del pecho y la cabeza y todo el traje está aislado eléctricamente, cubriendo todo su cuerpo, excepto la cara inferior y la barbilla. Aunque el Constrictor es un combatiente desarmado y luchador callejero hábil, por lo general se basa exclusivamente en sus bobinas en una pelea.
Después de su encuentro con KIA, a Constrictor se le implantan brazos cibernéticos, cuyos dedos duplican las habilidades de sus antiguas bobinas.

## Otras versiones
Una versión alternativa de Constrictor apareció en JLA / Avengers # 4 (2003), parte de la trama de Marvel / DC crossover, como parte del ejército de supervillanos de Krona. Otras versiones del personaje aparecen en ¿Qué pasa si? storylines ¿Qué pasaría si ?: World War Hulk # 1 (2010) y What If?: Secret Invasion # 1 (2010) en roles menores y cameo.

### Casa de M
Una versión de Constrictor aparece en la realidad de House of M. En House of M: Masters of Evil # 1-4 (2009–2010), Constrictor es miembro de la encarnación de Capucha en Maestros del Mal que se opone al papel superior de los mutantes en la sociedad. El personaje fue asesinado más tarde por Sebastian Shaw durante la pelea del grupo con S.H.I.E.L.D.

## En otros medios

### Televisión
- La versión de Frank Payne de Constrictor aparece en la serie de televisión The Avengers: Earth's Mightiest Heroes, con la voz de Cam Clarke en la primera aparición y de Troy Baker en la segunda. En el episodio "The Breakout" Pt. 1, se vio a Constrictor escapando de la Casa Grande. En el episodio "Ultron-5", Constrictor fue visto con la Sociedad Serpiente cuando peleaban contra los Vengadores y Ultron-5. En el episodio "Yellowjacket", Constrictor fue visto con la Sociedad Serpiente cuando fueron derrotados por Yellowjacket y colocados en una versión prototipo de una nueva Casa Grande.

### Videojuegos
- Constrictor aparece como un jefe así como un personaje jugable en el juego de Facebook Marvel: Avengers Alliance. Tras el lanzamiento de la 10.ª Spec Spec, Constrictor se puede desbloquear como un personaje jugable mediante la recopilación de 8 portadas de cómics de Coiled Lockboxes.

### Juguetes
- Una figura de constrictor fue lanzada como una versión exclusiva extranjera como parte de Secret Wars toyline de Mattel.
- Una figura de Constrictor fue lanzada en la ola 11 de la línea de juguetes Marvel Universe de 3 3/4 " de Hasbro.
- Una figura de Constrictor fue lanzada en la ola 1 de la línea 6 de Marvel Legends 2012 de Hasbro.